# Disparella maiuscula
Disparella maiuscula är en kräftdjursart som beskrevs av Kaiser och Saskia Brix 2005. Disparella maiuscula ingår i släktet Disparella och familjen Desmosomatidae. Inga underarter finns listade i Catalogue of Life.